# Carlos Miranda (attore)
Carlos Miranda (San Francisco, 3 dicembre 1984) è un attore statunitense.

## Biografia
Ha esordito come attore nel 2007 nel cortometraggio Slightly Super, l'anno successivo si è trasferito a Los Angeles. Ha raggiunto la notorietà nel 2011 con per avere interpretato Tito in Warrior. Successivamente ha recitato anche in ambito televisivo, ottenendo anche un ruolo principale in Station 19.

## Vita privata
Nato a San Francisco, ha origini nicaraguensi e parla fluentemente spagnolo.

## Filmografia

### Cinema
- Warrior, regia di Gavin O'Connor (2011)
- Art Squad - Gli artisti del furto (Righteous Thieves), regia di Anthony Nardolillo (2023)

### Televisione
- Dallas - serie TV, 2 episodi (2014)
- Le regole del delitto perfetto (How to Get Away With Murder) - serie TV, episodio 2x11 (2016)
- Chicago P.D. - serie TV, episodio 5x07 (2017)
- Vida - serie TV, 18 episodi (2018-2020)
- Law & Order - Unità vittime speciali (Law & Order: Special Victims Unit) - serie TV, episodi 19x23-19x24 (2018)
- Empire - serie TV, episodio 6x06 (2019)
- Station 19 - serie TV, 55 episodi (2020-2024)
- Ana - serie TV, 10 episodi (2020)
- All Rise - serie TV, episodio 1x14 (2020)
- Grey's Anatomy - serie TV, 3 episodi (2021-2024)
- Bosch - serie TV, 5 episodi (2021)

### Cortometraggi
- Slightly Super, regia di Mark Cheng e Drew Stephens (2007)
- Lacuna, regia di Kenneth Edwards e Lynnalia Wilkes (2007)

## Doppiatori italiani
Nelle versioni in italiano delle opere in cui ha recitato, Carlos Miranda è stato doppiato da:
- Daniele Raffaeli in Station 19, Grey's Anatomy
- Flavio Aquilone in Warrior
- Stefano Crescentini ne Le regole del delitto perfetto
- Alessandro Campaiola in All Rise
- Manuel Meli in Bosch
- Paolo De Santis in Art Squad - Gli artisti del furto